# Ruta Alemanya del Vi
La Ruta Alemanya del Vi (en alemany Deutsche Weinstraße) transcorre per la regió del Palatinat (concretament al Vorderpfalz), a l'estat alemany de Renània-Palatinat, al llarg de les carreteres Bundesstraße 38 i 271. La ruta comença a Schweigen-Rechtenbach, a la frontera francesa, i finalitza 85 kilòmetres al nord, a Bockenheim an der Weinstraße (Districte de Bad Dürkheim).

## Geografia

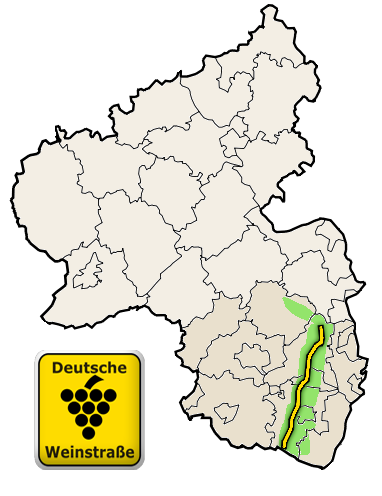
Mapa de la Ruta Alemanya del Vi (groc) i de la regió vinícola del Palatinat (verd)

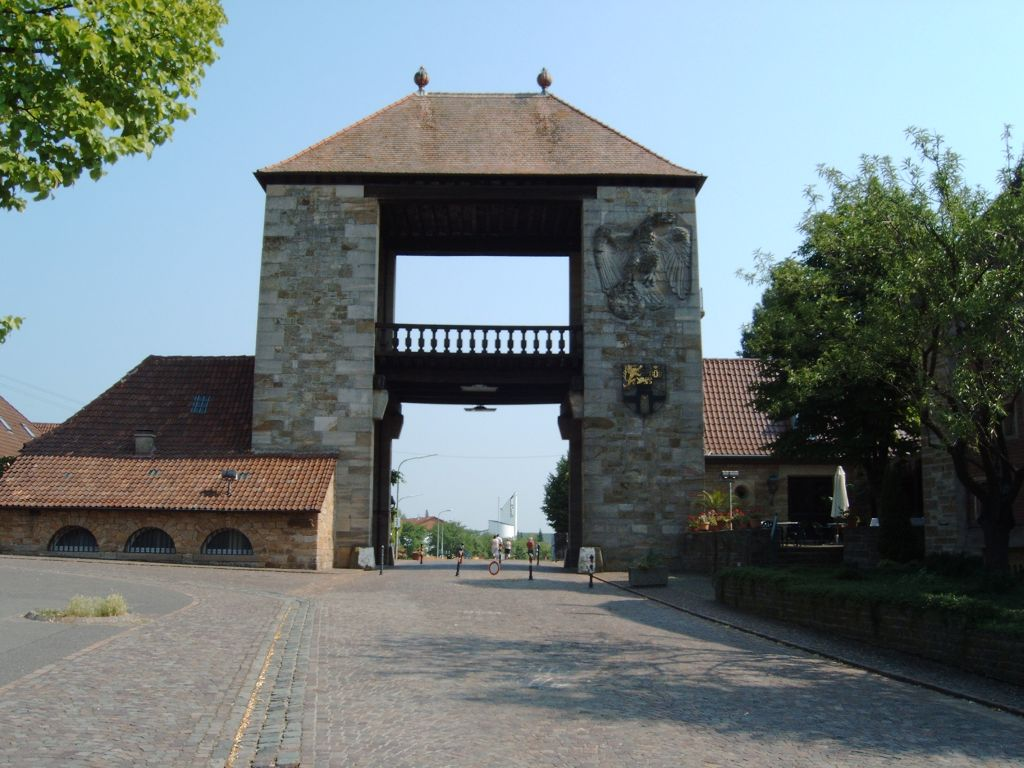
Punt sud, la Porta Alemanya del Vi

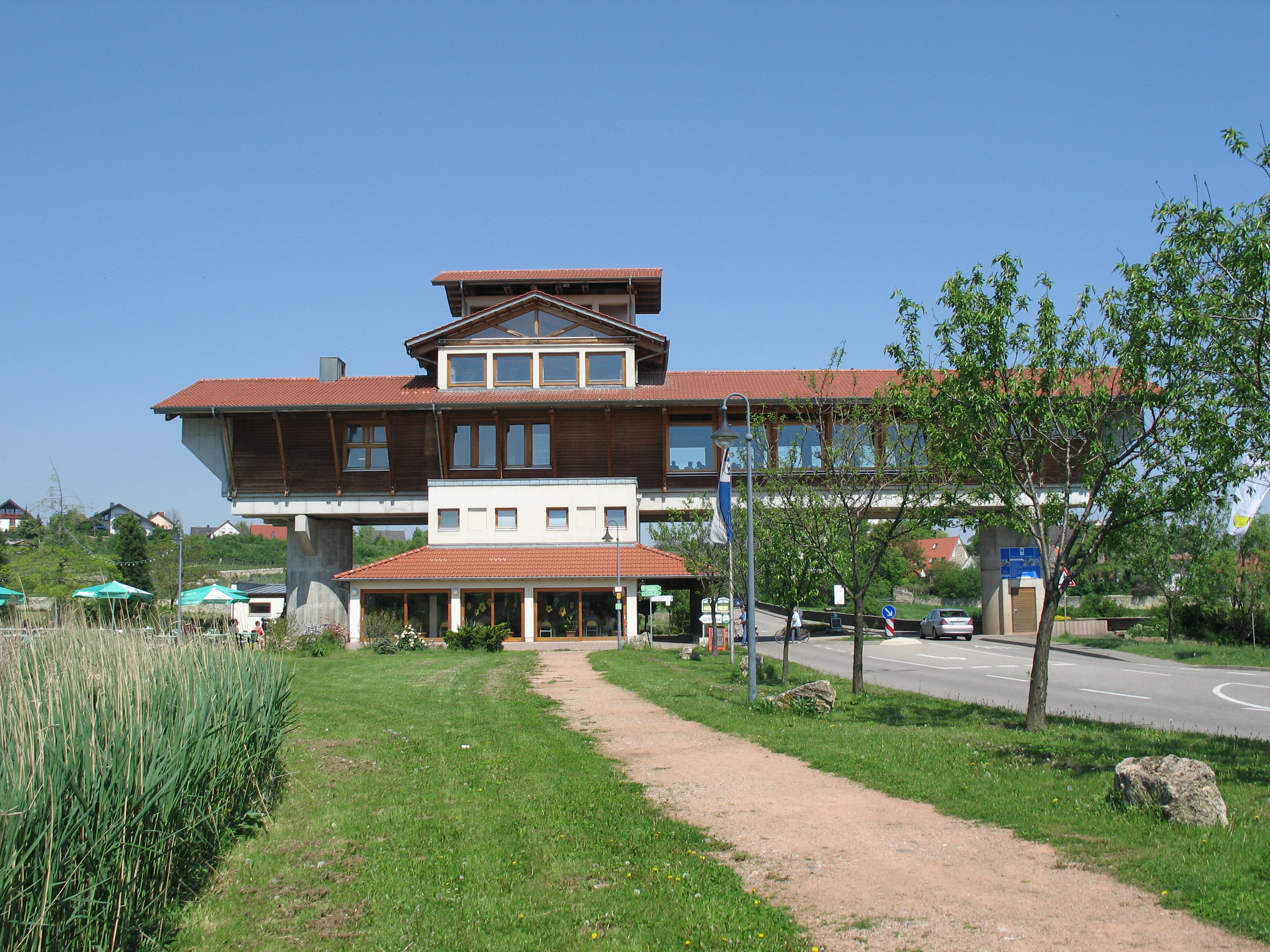
Punt nord, la Casa de la Ruta Alemanya del Vi

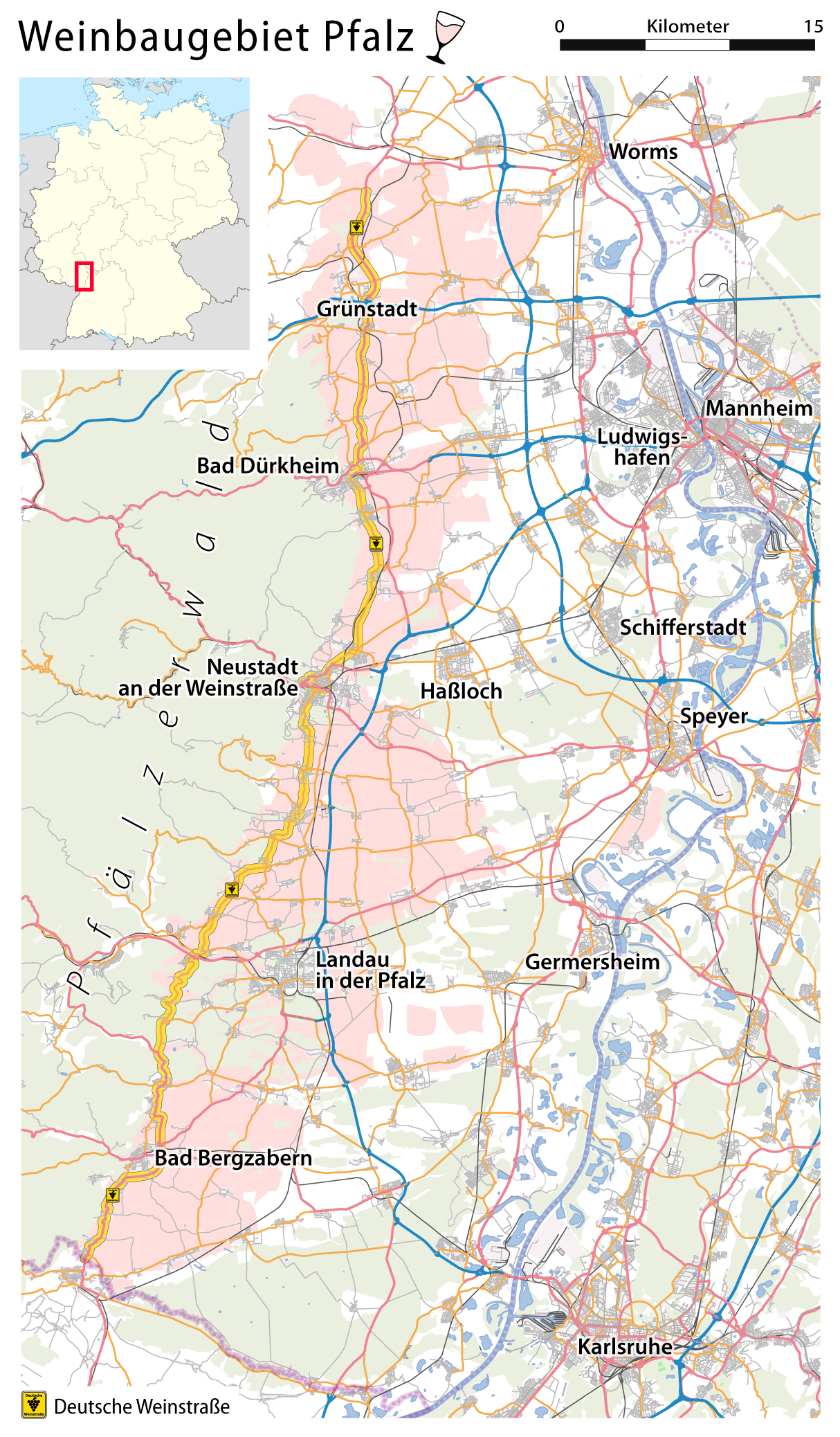
Mapa de la Ruta Alemanya del Vi

El Vorderpfalz és la zona que queda entre les muntanyes del Haardt, que delimiten per l'est el Bosc del Palatinat, i el riu Rin.
El paisatge d'aquesta àrea es caracteritza pels seus turons verds, coberts per camps de vinya (la vall del Rin del Palatinat és una de les regions vinícoles més importants d'Alemanya).
La ruta comença al Portal de la Ruta Alemanya del Vi (del 1936), a la frontera amb Alsàcia, d'allà passa per molts pobles coneguts per la seva producció de vi. Molts dels noms d'aquests pobles van acompanyats de les paraules "an der Weinsraße" (a la Ruta Alemanya del Vi) que ha substituït a l'acabament "an der Haardt" (al Haardt). Els municipis de la Ruta Alemanya del Vi formen part de la Weingaubiet Pfalz, o l'àrea vinicultora del Palatinat.
El rètol indicatiu de la ruta és un quadrat groc, on hi consten les paraules Deutsche (alemany) i Weinstraße (carrer o ruta del vi), al centre hi ha un dibuix negre d'una branca de raïm.

## Història
La ruta passa des de 1935 per la segona àrea vinícola més important d'Alemanya, i és la ruta del vi més antiga del país.
La situació econòmica de la regió entre els anys 1918 i 1930 va estar marcada per l'ocupació francesa. El comerç del vi estava sotmès a les autoritats franceses, com deia una clàusula del Tractat de Versalles, i a més, el vi alemany era poc valorat a França en comparació al francès.
La creació de la Ruta Alemanya del Vi va potenciar la venda de vi a la zona. Això va fer que molts municipis vinicultors, per on passava el camí, fossin rebatejats amb la terminació an der Weinsraße.
El 10 d'octubre de 1935 es van començar a arreglar els trams de la ruta que es trobaven en mal estat, perquè al cap de nou dies, el 19 d'octubre de 1935, seria inaugurat oficialment per Josef Bürckel, el director de la província de Westmark (durant l'alemanya nazi el territori es dividia administrativament en províncies, i la de Westmark incloïa l'actual Palatinat, Saarland i el departament de Mosel·la (a França).
L'endemà, 20 d'octubre, se celebrava a tota Alemanya el "dia del raïm i el vi", aquell dia 300 vehicles van fer el viatge d'obertura des de Schweigen fins a Kleinbockenheim.
Des de 1986, l'últim diumenge d'agost se celebra el Erlebnistag Deutsche Weinstraße. En aquest dia, la Ruta Alemanya del Vi es tanca al trànsit motoritzat durant unes 8 hores perquè fins a 300.000 ciclistes i patinadors la recorrin.
La Ruta Alemanya del Vi ha pres un significat més extens que el d'un simple camí, aquesta ruta és representativa del paisatge del Vorderpfalz i de l'àrea vinicultora, per tant, és un tòpic del turisme en aquesta regió.

## Clima i vegetació
A causa de les 1800 hores anuals de sol i del clima semblant al mediterrani, aquesta regió és coneguda com la "Toscana alemanya". Degut a aquest clima suau, als voltants de la Ruta Alemanya del Vi hi creixen arbres més propis de països amb climes temperats, com palmeres, xiprers o arbres fruiters. Són molt abundants també els ametllers, creixen fins a una altura d'uns 150 metres i floreixen blancs i roses a finals de febrer principis de març. En aquesta època a Gimmeldingen se celebra la Gimmeldinger Mandelblütenfest, una festa celebrada per la floració dels ametllers.
Tot i això, la planta típica i tradicional del Vorderpfalz i de la Ruta Alemanya del Vi és la vinya. Aquesta predomina exclusivament en l'agricultura regional. La vinya va ser introduïda en aquestes terres pels romans poc després del naixement de Crist.

## Cultura del vi
Nombroses festes del vi (Weinfeste) tenen lloc en aquesta zona. Les festes se celebren entre els mesos de març i octubre i atrauen un alt nombre de turistes.
Les festes del vi més importants són:
- Dürkheimer Wurstmarkt (setembre, Bad Dürkheim)
- Deutsches Weinlesefest (octubre, Neustadt an der Weinstraße)
- Fest des Federweißen (octubre, Landau)
- Kändelgassenfest (juliol, Großkarlbach)
- Stadtmauerfest (juliol, Freinsheim)
- Geißbockversteigerung (el dimarts després de Pasqua, Deidesheim)

És insòlit per a alguns viatjants que els vasos en els que es veu el vi al llarg de la Deutsche Weinstraße no són com els típics de 0,25 litres, sinó que són de 0,50 litres. Així ho explica la cançó palatina, traduïda del pfälzisch:
"Sobre, germans vostres, al Pfalz,
on el quart és encara el mig litre..."
És tradicional que el mig litre de vi sigui begut en un Dubbegläser, un got on la part superior és més ample que el cul, i mostra clots arrodonits, els Dubbe. Aquest got és més fàcil de subjectar que una copa tradicional.

## Galeria d'imatges

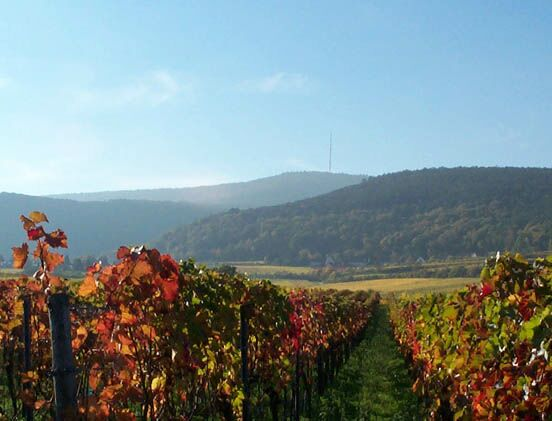
Paisatge de vinyes a Gimmeldingen
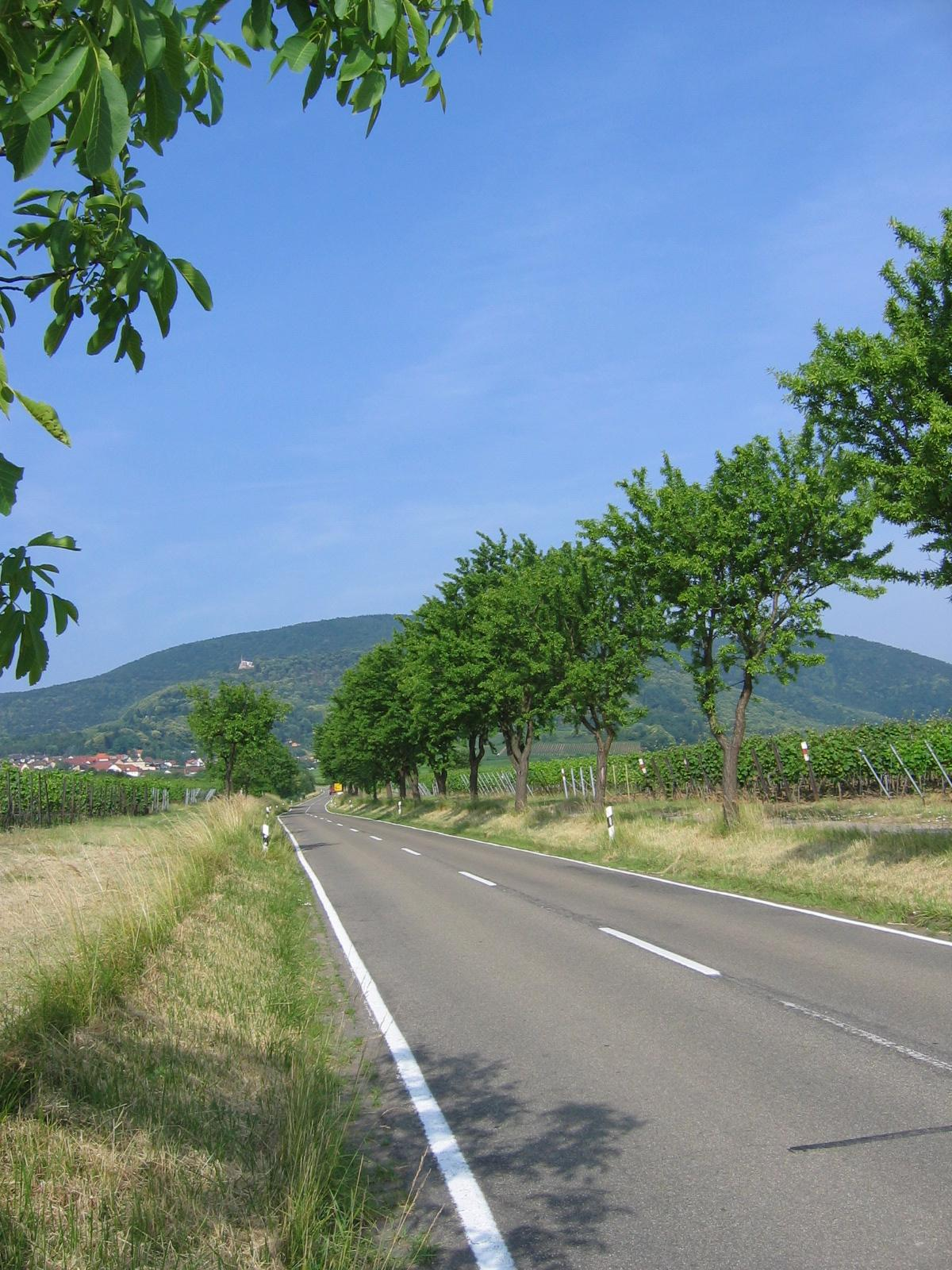
La Ruta Alemanya del Vi
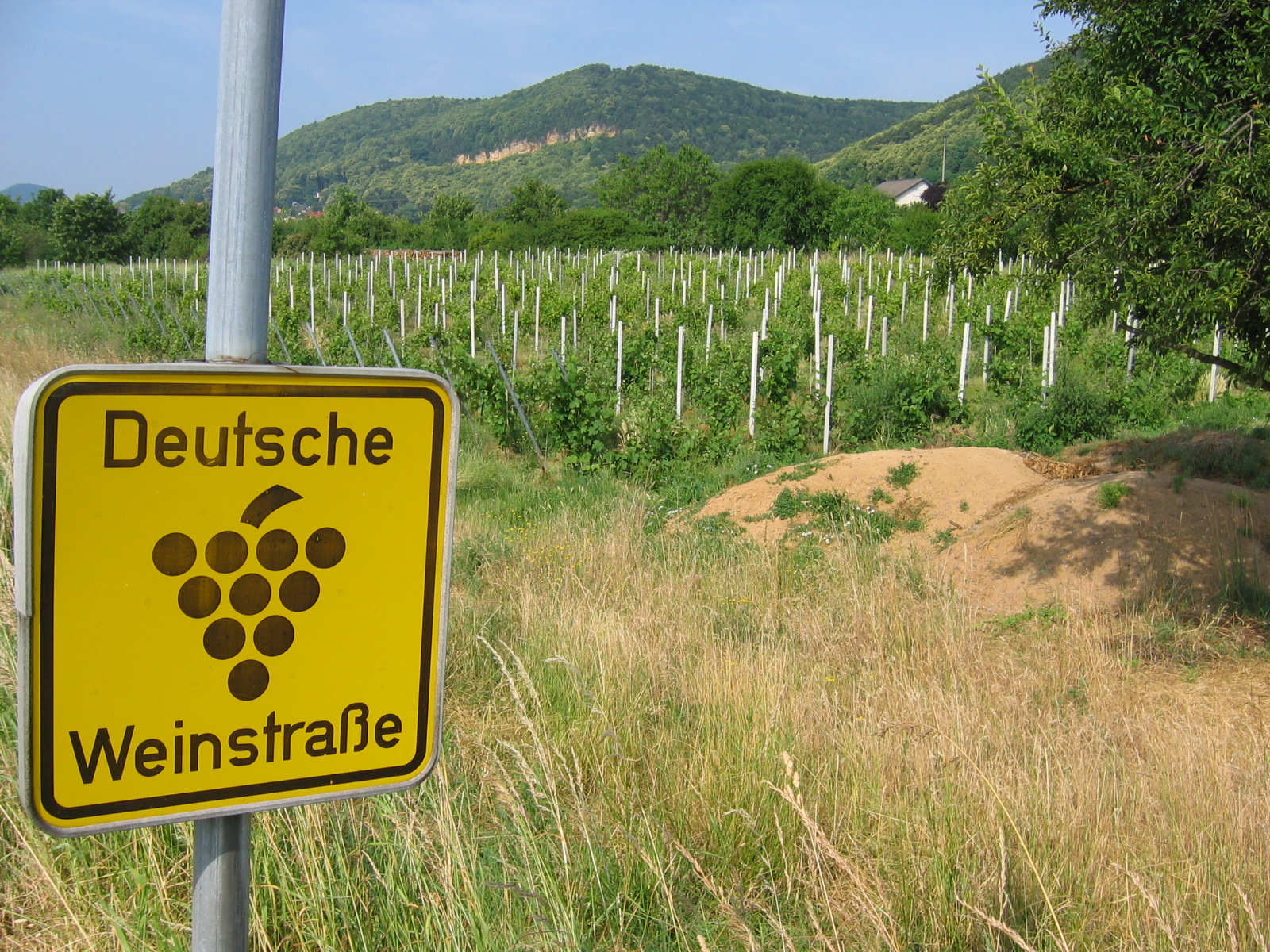
Senyalització de la Ruta Alemanya del Vi
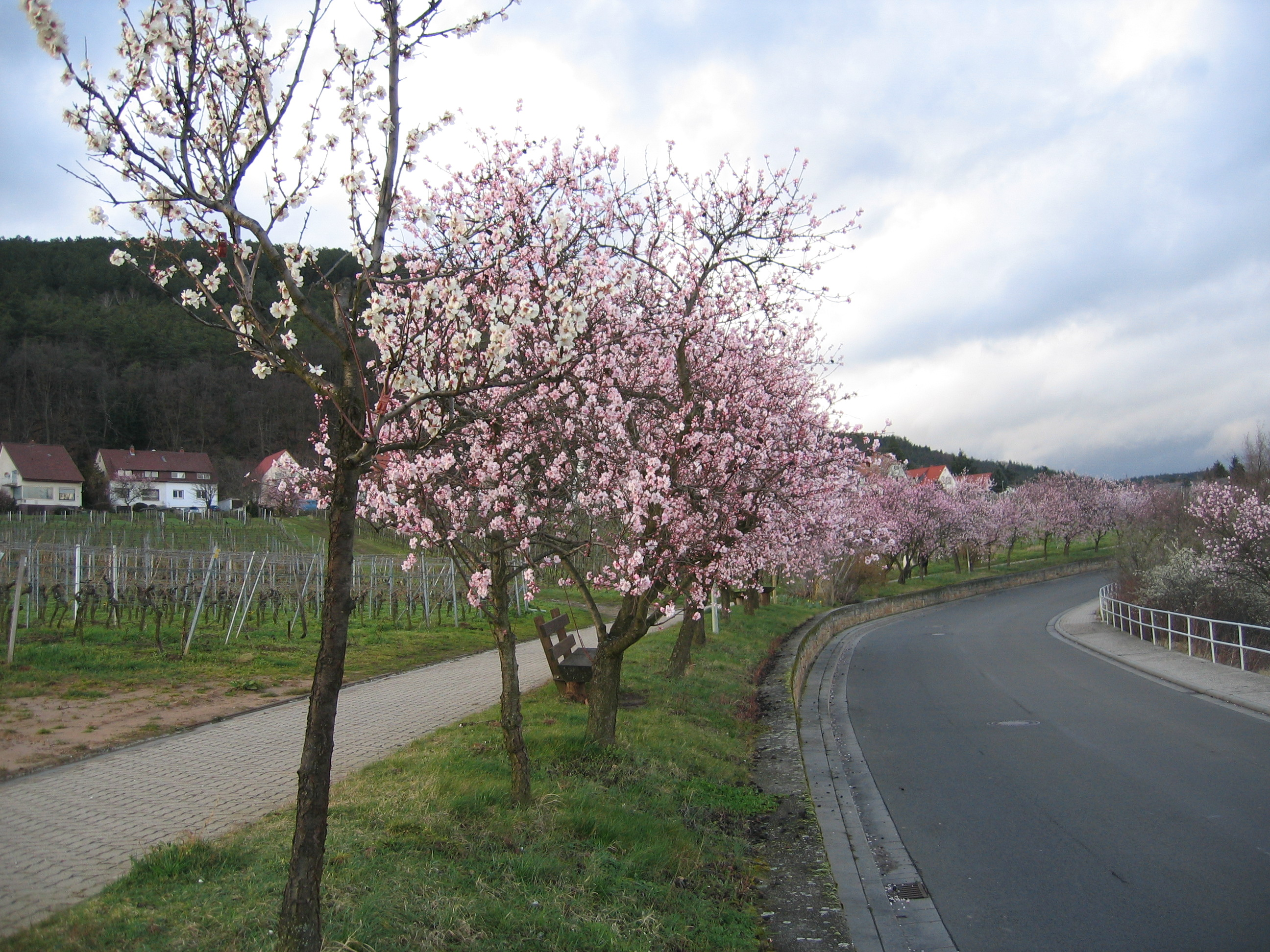
Ametllers a Gimmeldingen